# Troides darsius
Troides darsius (nombre común en inglés "Sri Lankan birdwing") es una especie de mariposa que se encuentra en Sri Lanka. Es la mariposa más grande de la isla.
Entre los lepidópteros más grandes y coloridos de Sri Lanka se encuentra la gran mariposa negra y amarilla Ornithoptera darsius, Gray. Las alas superiores pueden medir hasta 15 cm de envergadura, son de color negro profundo y aterciopelado; las alas posteriores, ornamentadas con grandes marcas de amarillo satinado, a través de las cuales pasa la luz solar. Se alimentan preferentemente de flores de heliotropo. Sus huevos son depositados en la planta de Aristolochia o en las hojas de betel, suspendiendo sus crisálidas en los zarcillos colgantes de éstas.
Troides darsius es la mariposa nacional de Sri Lanka.

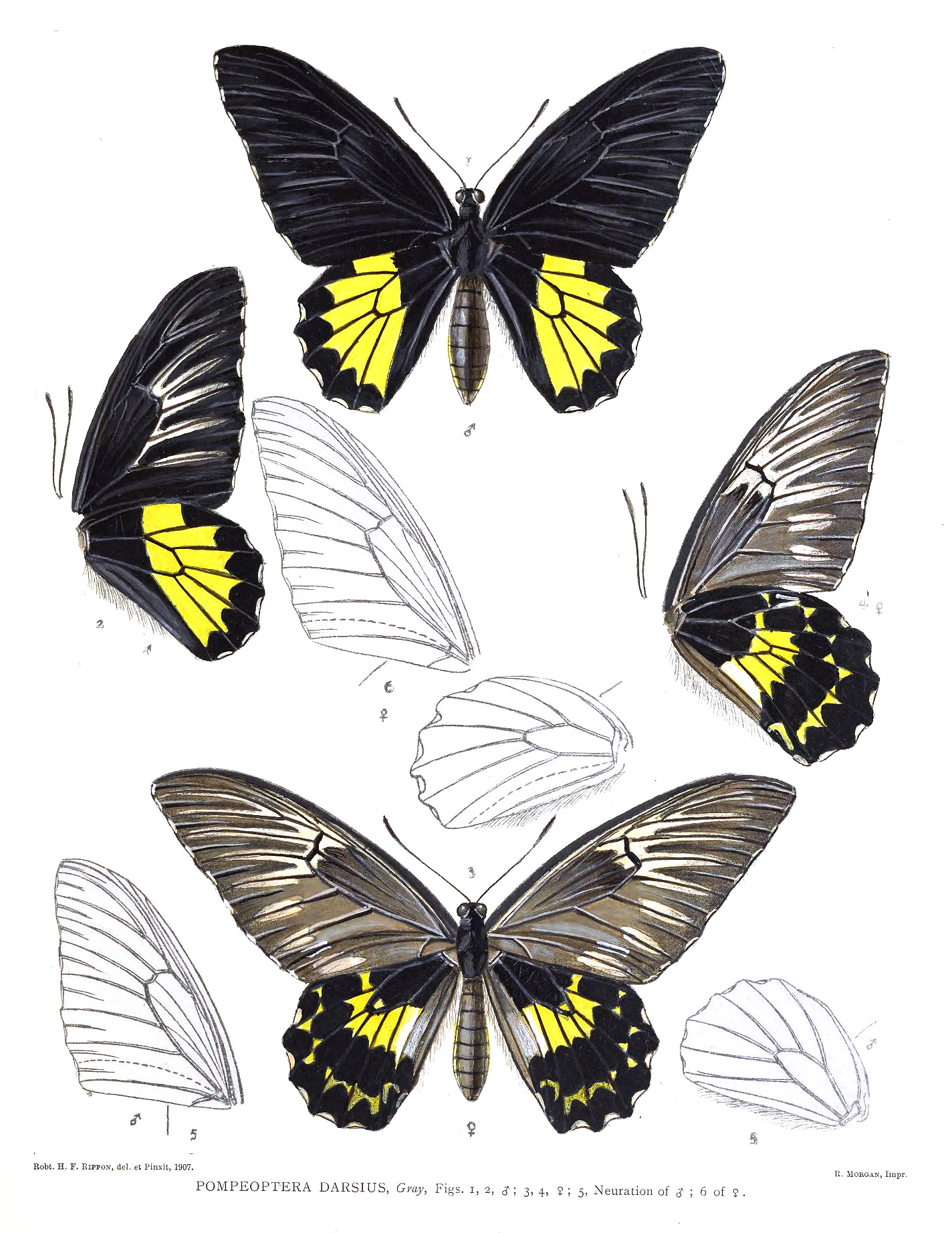
Como Pompeoptera darsius en el libro Icones Ornithopterorum, de Robert Henry Fernando Rippon.

## Descripción
Alas superiores del macho: pálidas marcas adnervulares que no son prominentes en la parte superior, más distintivas y marcadas en la parte inferior. Ala trasera negra, con una ancha zona discal que posee una banda ligeramente curva de color amarillo claro. Esta banda o parche se extiende más allá de esa celda y entre los interespacios 2 a 7, y está compuesta de marcas amarillas estiradas solo divididas por las venas negras. En la mayor parte de los especímenes los márgenes internos de esta banda cruzan el apex de esta celda, pero en muchas de ellas la celda es completamente negra. El abdomen tiene algunas marcas negras debajo y una fila lateral de puntos negros.
Hembra: Las alas anteriores tienen una extensa mancha negra. El interespacio 1 posee un parche blancuzco en el medio; el interespacio 7 posee una mancha amarilla interna y externa; la celda enteramente negra o casi, algunas veces, pero raramente, con amarillo llegando al apex.

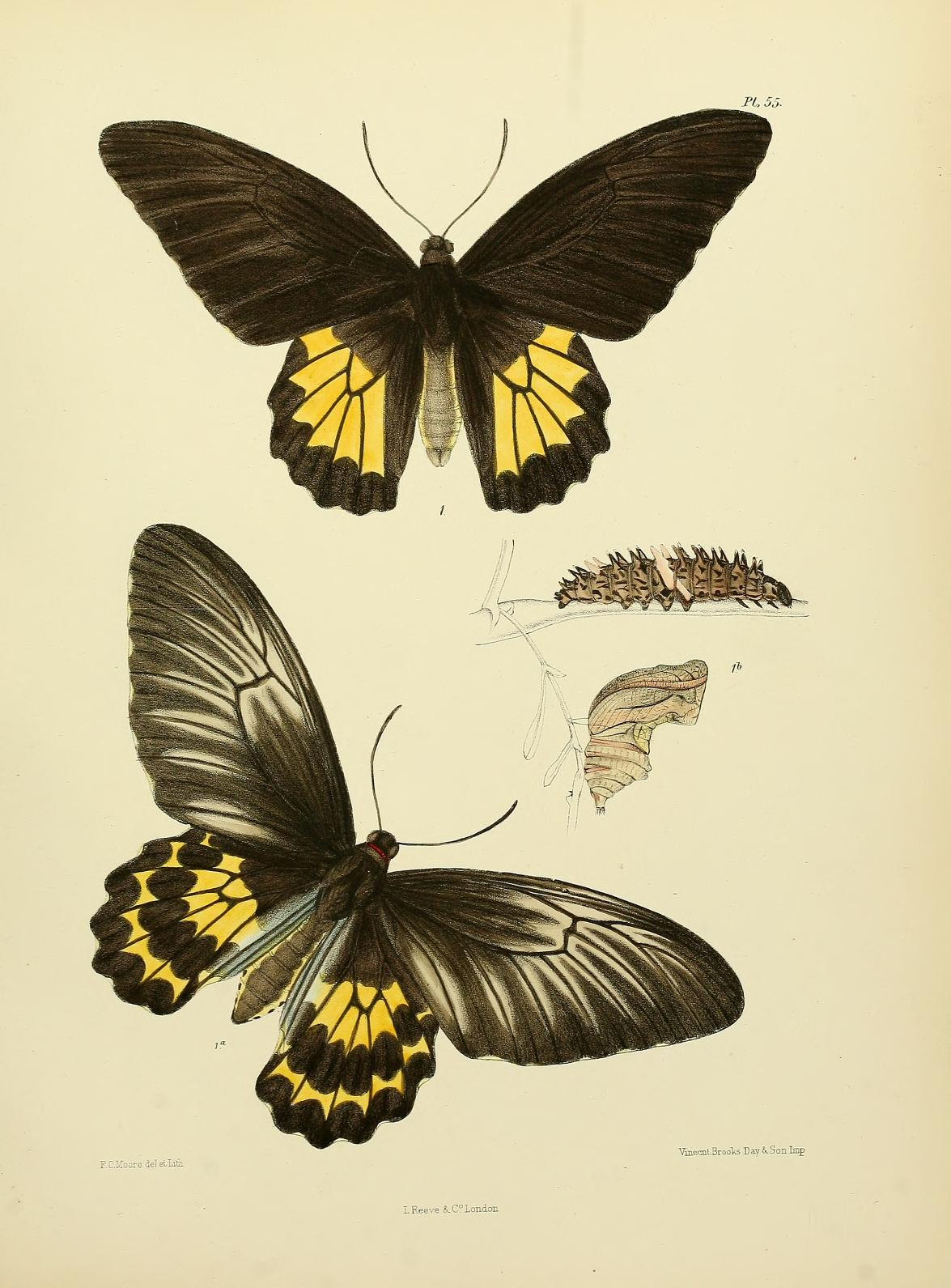
Imagen del libroThe Lepidoptera of Ceylon, de Frederic Moore, imágenes de la larva y la pupa de macho y hembra.

## Ciclo de vida

### Larva
Cilíndrica, de color marrón púrpura opaco, con dos hileras dorsales e hileras laterales y anteriores de tubérculos carnosos, en el octavo segmento y una mancha desde la base hasta la parte baja del séptimo segmento de color rosa pálido; entre los tubérculos hay manchas de color marrón oscuro. Se alimenta de plantas del género Aristolochia.

### Pupa
De color púrpura-ocre pálido, curvado en la parte de atrás; tórax cónico, la parte superior es aplanada y los lados con forma de ángulo; el espacio de alas dilatado y aplanado lateralmente en el medio, con el borde exterior afinado; los dos segmentos medios del abdomen con un par de prominencias cónicas en la parte dorsal.

## Hábitat
El  hábitat primario son los bosques montañosos apenas forestados al nivel  del mar hasta una altura de 2000 metros. Ocasionalmente se observa en jardines pero generalmente es raro en tierras bajas.

## Amenazas
La deforestación es una amenaza para esta especie.

## Especie relacionadas
Troides darsius es miembro del grupo de especies Troides haliphron:
- Troides haliphron (Boisduval, 1836)
- Troides darsius (Gray, [1853])
- Troides vandepolli (Snellen, 1890)
- Troides criton (C. & R. Felder, 1860)
- Troides riedeli (Kirsch, 1885)
- Troides plato (Wallace, 1865)
- Troides staudingeri (Röber, 1888)